# ستيبل كليدن (باكينجهامشير)
ستيبل كليدن (بالإنجليزية: Steeple Claydon)‏ هي قرية وأبرشية مدنية تقع في المملكة المتحدة في إنجلترا. يقدر عدد سكانها بـ 2,278 نسمة .